# Notropis boucardi
Notropis boucardi är en fiskart som först beskrevs av Günther, 1868.  Notropis boucardi ingår i släktet Notropis och familjen karpfiskar. Inga underarter finns listade i Catalogue of Life.